# أمن الحاسوب
أمن الحاسوب (بالإنجليزية: Computer security) هو فرع من فروع أمن المعلومات، ويختص بالحاسوب والشبكات. هدفه حماية المعلومات والممتلكات من الدخول غير المصرح والسرقة والتخريب، والكوارث الطبيعية، ويضمن توافر المعلومات والممتلكات وبقائها منتجة وفي متناول مستخدميها المستهدفين.
ويهتم بالعمليات والآليات الجماعية التي من خلالها تٌحمى المعلومات والخدمات الحساسة والقيمة من النشر، والعبث بها أو الإنهيار الذي تسببه الأنشطة غير المأذون بها أو الأفراد غير الجديرين بالثقة، والأحداث غير المخطط لها على التوالي. أو بعبارة أخرى: هو الجهد المستمر لحماية الأنظمة والبيانات المتصلة بالشبكة من الاستخدام غير المصرح به.
هناك عدة شهادات في مجال الأمن السيبراني أو (الأمن المعلوماتي) مثل شهادة شركة كومبتيا Security+.

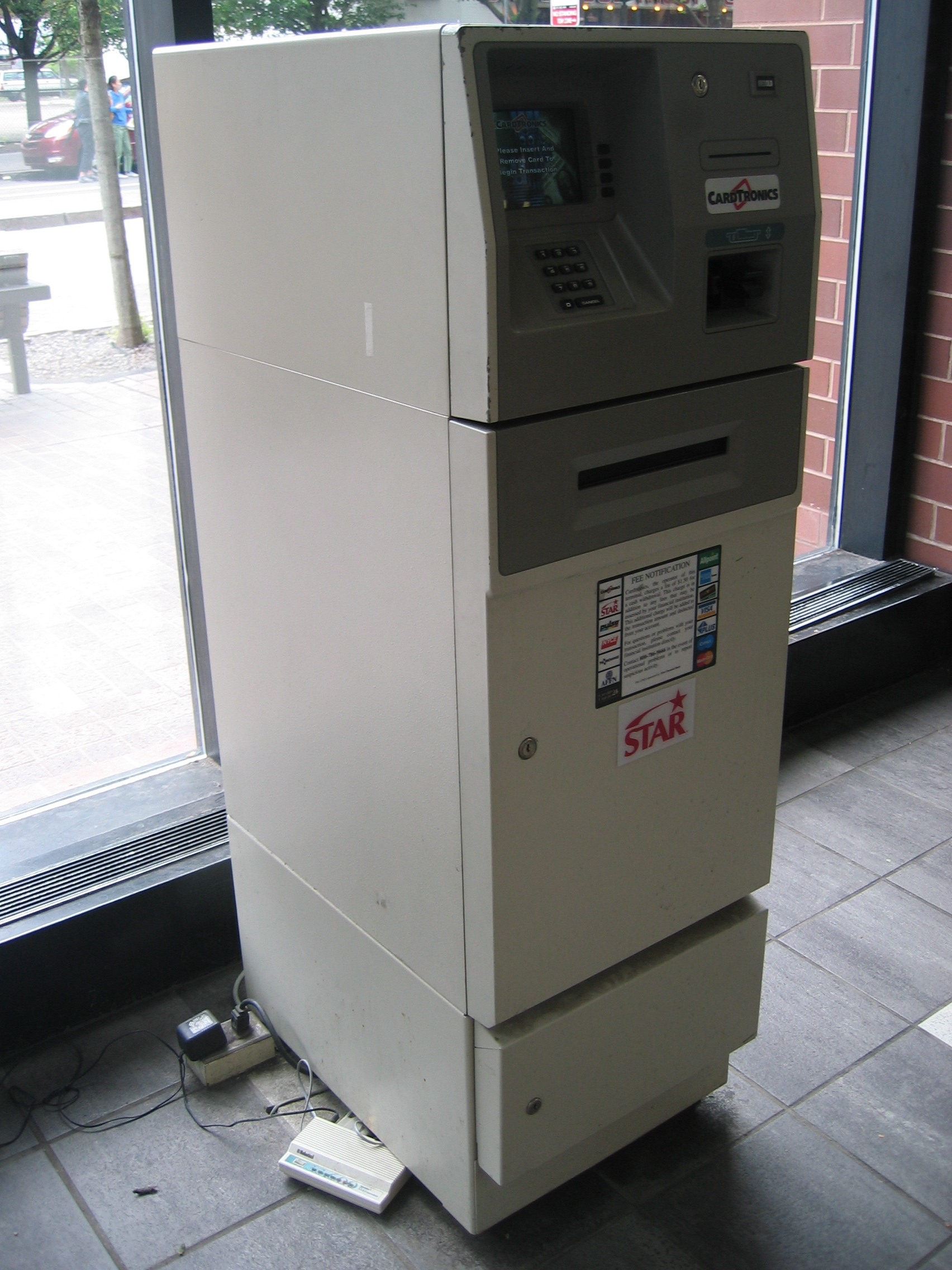
حاسوب بنكي مؤمن

## الأمن حسب التصميم
تقنيات أمن الحاسوب مبنية على المنطق. بما أن الأمن ليس بالضرورة الهدف الرئيسي لمعظم تطبيقات الحاسوب، فإن تصميم برنامج حاملا الأمن في البال كثيرا ما يفرض قيودا على سلوك هذا البرنامج.
توجد عدة طرق للأمن في مجال الحوسبة، وأحيانا يسمح بمزيج من المقاربات:
1. الثقة بجميع البرامج الملتزمة بسياسة الأمن ولكن يكون البرنامج ليس جديرا بالثقة (وهذا هو انعدام أمن الحاسوب).
2. الثقة بجميع البرامج الملتزمة بسياسة الأمن والبرمجيات صُدّق على أنها جديرة بالثقة (عن طريق فرع تيديوس وتحليل المسارات على سبيل المثال).
3. عدم الثقة بأي برمجيات ولكن فرض سياسة أمنية مع آليات ليست جديرة بالثقة (مرة أخرى هذا هو انعدام أمن الحاسوب).
4. عدم الثقة بأي برمجيات ولكن فرض سياسة أمنية مع آليات جديرة بالثقة.

نظم عديدة أسفرت عن الاحتمال الأول من دون قصد. وبما أن المنهجية الثانية مكلفة وغير قطعية، فاستخدامها محدود جدا. والمنهجيات واحد وثلاثة تؤدي إلى الفشل. ولأن المنهجية رقم أربعة غالبا ما تقوم على آليات الأجهزة وتبتعد عن التجريدات وتعدد درجات الحرية، فإنها عملية أكثر. مزيج من الطريقتين رقم اثنين ورقم أاربعة غالبا ما تستخدم في البنية ذات الطبقات مع طبقات رقيقة من اثنين وطبقات سميكة من أربعة.
هناك استراتيجيات وتقنيات مختلفة مستخدمة في تصميم أنظمة الأمن. ومع ذلك فهناك عدد قليل، إن وجد، من الاستراتيجيات الفعالة لتعزيز الأمن بعد التصميم. أحد الأساليب يفرض مبدأ الامتيازات الأقل إلى الحد الأعلى، حيث يمتلك الكيان الامتيازات المحتاجة لوظيفته فقط. وبهذه الطريقة حتى لو استطاع المهاجم الوصول إلى جزء من النظام، فالأمن الحبيبي-الجيد يضمن انه من الصعب عليهم الوصول إلى باقي الأجزاء.
وعلاوة على ذلك، فعن طريق تجزيء النظام إلى مكونات أصغر، فإن مدى تعقيد المكونات الفردية يتم تخفيضها، وبالتالي فتح إمكانية استخدام تقنيات مثل النظرية الآلية التي تبرهن على إثبات صحة برمجيات النظم الفرعية الحاسمة. هذا يتيح حلاً ذو هيئة مغلقة للأمن الذي يعمل بشكل جيد عندما تعزل ممتلكات واحدة فقط ذات سمات جيدة على أنها في غاية الأهمية، وأن الملكية هي أيضا خاضعة للتقييم من الرياضيات. ليس من المستغرب، أن ذلك غير عملي للصحة العامة، والتي ربما لا تستطيع حتى أن تعرّف، والأقل بكثير أن تثبت. عندما لا تكون براهين الصحة الرسمية ممكنة، فالاستخدام الصارم للقانون، وفحص كل وحدة يمثل نهج ذو سعي-أفضل لجعل الوحدات آمنة.
وينبغي للتصميم استخدام «الدفاع في العمق»، حيث يوجد أكثر من نظام فرعي واحد يحتاج إلى أن ينتهك لتسوية سلامة النظام والمعلومات التي يحتفظ بها. الدفاع في العمق يعمل عندما لا يوفر خرق واحد من الاجراءات الأمنية منبرا لتسهيل تخريب أجراء آخر. أيضا، فإن مبدأ المتتالية يقر بأن العديد من العقبات المنخفضة لا يخلق عقبة عالية. ولذلك فتتالي عدة آليات ضعيفة لا يوفر سلامة آلية واحدة أقوى.
وينبغي أن تتخلف النظم الفرعية لتأمين الإعدادات، وحيثما كان ذلك ممكنا ينبغي أن تهدف إلى «فشل آمن» بدلا من «فشل غير آمن» (انظر الفشل الآمن للتعادل في هندسة السلامة). من الناحية المثالية، فالنظام الآمن ينبغي أن يتطلب قرارا متعمدا، وواعيا، وعلى دراية وحرا من جانب السلطات الشرعية لجعلها غير آمنة.
بالإضافة إلى ذلك، لا ينبغي للأمن أن يكون قضية إما كل شيء أو لا شيء. ينبغي على مصممي ومشغلي الأنظمة أن يفترضوا أن الخروقات أو الثغرات الأمنية لا مفر منها.
التدقيق الكامل للمسارات ينبغي أن يبقى من نشاط النظام، حتى إذا حدث خرق أمني، فآلية الخرق ومداه يمكن تحديدهما. تخزين مراجعة المسارات عن بعد، حيث لا يمكن إلا اللحاق بها، يمكنها أن تبقي المتسللين من تغطية مساراتها. أخيرا، فالكشف الكامل يساعد على ضمان أنه عندما يتم العثور على الخلل فإنه يتم الاحتفاظ ب «نافذة الضعف» لأقصر قدر ممكن.

## التاريخ المبكر للأمن حسب التصميم
نظام التشغيل مالتيكس البدائي كان لافتا لتركيزه المبكر على أمن الحاسوب حسب التصميم، وربما كان مالتيكس النظام التشغيلي الأول ليصمم على شكل نظام آمن من الألف إلى الياء. وعلى الرغم من هذا، فقد خرق أمن مالتيكس، ليس مرة واحدة، ولكن بشكل متكرر. والاستراتيجية كانت تعرف باسم 'اختراق واختبار'، وأصبحت معروفة على نطاق واسع باعتبارها عملية غير منتهية فشلت في إنتاج أمن الحاسوب. وأدى هذا إلى مزيد من العمل بشأن أمن الحاسوب الذي استبق تصورات التقنيات الهندسية الأمنية الحديثة المنتجة لشكل مغلق من العمليات التي تنهي عند اختراق الحاسوب.
بداية ظهوره:

## البنية الأمنية
يمكن تعريف البنية الأمنية بأنها التصميم الصناعي الذي يصف كيفية وضع الضوابط الأمنية (التدابير الأمنية المضادة)، وكيفية ارتباطها بالبنية الكلية لتكنولوجيا المعلومات. هذه الضوابط تخدم غرض الحفاظ على السمات النوعية للنظام، من بينها السرية والسلامة، والتوافر والمساءلة والضمان.
والهيكل الأمني هو الخطة التي يظهر فيها أين يجب أن توضع التدابير الأمنية. إذا كانت الخطة تصف حل محدد، فإنه قبل بناء مثل هذه الخطة، من شأن المصمم أن يقوم بتحليل المخاطر. إذا كانت الخطة وصفا لتصميم عام وعلى مستوى عال (الهيكل المرجعي) فينبغي أن تستند الخطة إلى تحليل التهديد.

## آليات الأجهزة التي تحمي الحواسيب والبيانات
أمن الحاسوب القائم أو المساعد من قبل الأجهزة (hardware) يوفر بديلا لأمن الحاسوب للبرامج الإلكترونية فقط (software-only). الأجهزة مثل دونجل يمكن أن تعتبر أكثر أمانا لأن الوصول المادي مطلوب من أجل أن يتعرض للخطر.
في حين أن العديد من الحلول الأمنية القائمة على البرمجيات (software based) تقوم بتشفير البيانات لمنع البيانات من السرقة، فإن أي برنامج ضار أو القراصنة قد يعطبون البيانات في النظام لجعلها غير قابلة للاسترداد أو غير صالحة للاستعمال. وبالمثل، يمكن أن تفسد أنظمة التشغيل التي تكون مشفرة بواسطة برنامج ضار أو القراصنة، مما يجعل النظام غير قابل للاستخدام. الحلول الأمنية القائمة على الأجهزة (Hardware-based) يمكن أن تمنع الوصول إلى البيانات من خلال القراءة والكتابة، وبالتالي توفر حماية قوية جدا من التلاعب والوصول غير المصرح به.
عمل الأمن القائم على الأجهزة: الجهاز يسمح للمستخدم بتسجيل الدخول والخروج ووضع مستويات امتياز مختلفة عن طريق العمل اليدوي. يستخدم الجهاز تقنية المقاييس الحيوية لمنع المستخدمين المتطفلين من تسجيل الدخول وتسجيل الخروج، وتغيير مستويات الامتياز. الحالة الراهنة لمستخدم الجهاز تُقرَئ عن طريق كل من جهاز الحاسوب وأجهزة التحكم في الأجهزة الطرفية مثل الأقراص الصلبة. الوصول غير المشروع من قبل المتطفلين أو البرنامج الضار يقطع استنادا إلى الحالة الراهنة للمستخدم من قبل وحدات تحكم القرص الصلب وقرص الفيديو الرقمي مما يجعل الوصول غير المشروع إلى البيانات مستحيلا. مراقبة الدخول القائم على الأجهزة هو أكثر أمنا من تسجيل الدخول وتسجيل الخروج باستخدام نظم التشغيل لأن نظم التشغيل عرضة للهجمات الخبيثة. بما أن البرمجيات لا يمكنها التلاعب بمستويات الامتياز للمستخدم، فمن المستحيل على أي متسلل أو برنامج ضار الوصول إلى البيانات المُؤمّنة التي تحميها الأجهزة أو تنفيذ عمليات امتياز غير مصرح بها. الأجهزة تحمي صورة نظام التشغيل وملف النظام من الامتيازات من العبث. ولذلك، يمكن إنشاء نظام آمن تماما باستخدام مجموعة من الأمن القائم على الأجهزة وسياسات الأمن الخاصة بإدارة النظام.

## أنظمة التشغيل الآمنة
واحد من استخدامات مصطلح أمن الحاسوب يشير إلى التكنولوجيا المستخدمة لتنفيذ نظام تشغيل آمن. الكثير من هذه التكنولوجيا مبني على أساس العلوم التي تقدمت منذ 1980، وتستخدم لإنتاج ما يمكن أن يكون بعضا من أكثر أنظمة التشغيل التي لا يمكن اختراقها قبل أي وقت مضى. وإن كانت لا تزال سارية المفعول، فالتكنولوجيا ذات استخدام محدود اليوم، في المقام الأول لأنه يفرض بعض التغييرات على إدارة النظام وأيضا لأنها ليست مفهومة بشكل واسع. فمثل هذه الأنظمة التشغيلية القوية جدا والآمنة تستند إلى قناة نظام التشغيل التكنولوجية التي يمكنها أن تضمن أن بعض السياسات الأمنية تفرض بشكل مطلق في بيئة التشغيل. مثال على هذه السياسة الحاسوبية الأمنية هو التحكم بوصول إلزامي. الاستراتيجية تقوم على اقتران السمات الخاصة للمعالجات الدقيقة للأجهزة، وغالبا ما تنطوي على وحدة إدارة الذاكرة، مع قناة نظام التشغيل خاصة ومنفّذَة بشكل صحيح. وهذا يشكل الأساس لنظام تشغيل آمن والذي، إذا صُممت بعض أجزائه الحرجة ونُفذت بشكل صحيح، فإنه يمكن أن تضمن استحالة مطلقة ضد الاختراق من قبل عناصر معادية. هذه القدرة تُخوّل لأن التكوين لا يفرض السياسة الأمنية فحسب، ولكن من الناحية النظرية تحمي نفسها من الفساد تماما. أنظمة التشغيل العادية، من ناحية أخرى، تفتقر إلى السمات التي تؤكد على هذا المستوى الأقصى للأمن. منهجية التصميم لإنتاج مثل هذه الأنظمة الآمنة دقيقة وحتمية ومنطقية.
الأنظمة المصممة مع مثل هذه المنهجية تمثل حالة فن أمن الحاسوب على الرغم من أن المنتجات التي تستخدم هذا النوع من الأمن ليست معروفة على نطاق واسع. وفي تناقض حاد مع معظم أنواع البرمجيات، فأنها مطابقة للمواصفات مع اليقين إنه يمكن التحقق منها وفقا لمواصفات مماثلة للحجم والوزن والقوة. أنظمة التشغيل الآمنة المصممة بهذه الطريقة تستخدم أساسا لحماية الأمن القومي للمعلومات والأسرار العسكرية، والبيانات من المؤسسات المالية الدولية. هذه أدوات أمنية قوية جدا وعدد قليل جدا من أنظمة التشغيل الآمنة صدقت على أعلى مستوى (الكتاب البرتقالي أ- 1) لتعمل على مجموعة من «سري جدا» إلى «غير مصنف» (بما في ذلك Honeywell وSCOMP و USAF و SACDIN و NSA Blacker وشبكة Boeing MLS. وضمان الأمن لا يتوقف فقط على سلامة إستراتيجية التصميم، ولكن أيضا على التأكد من صحة التنفيذ، وبالتالي هناك درجات من القوة الأمنية المحددة لCOMPUSEC. والمعايير العامة تحدد القوة الأمنية للمنتجات من حيث عنصرين، وظائف الأمن ومستوى الضمان (مثل اختبار مستويات تقييم الضمان EAL)، وهذه محددة في ملف حماية للمتطلبات وللهدف الأمني لمواصفات المنتجات. لا أحد من هذه الأنظمة التشغيلية فائقة الضمان الآمنة المستخدمة للأغراض العامة تم إنتاجها لعقود أو تم اعتمادها بموجب المعايير المشتركة.
في لغة الولايات المتحدة الأمريكية، فإن مصطلح التأمين العالي عادة ما يشير إلى أن النظام لديه مهام الأمن الصحيحة والتي يتم تنفيذها بقوة كافية لحماية المعلومات السرية لوزارة الدفاع ووزارة الطاقة. الضمان المتوسط يشير إلى أنه يمكنه حماية المعلومات الأقل قيمة، مثل معلومات ضريبة الدخل. أنظمة التشغيل الآمنة المصممة لتلبية مستويات متوسطة الشدة من وظائف الأمن والضمان شهدت استخدامها على نطاق أوسع داخل كل من الحكومة والأسواق التجارية. النظم متوسطة الشدة قد توفر نفس الوظائف الأمنية التي توفرها أنظمة التشغيل الآمنة عالية الضمان ولكنها تفعل ذلك بمستوى ضمان أدنى (مثل مستويات المعايير المشتركة EAL4 أو EAL5). مستويات أدنى تعني أننا نكون أقل تأكدا أن تنفيذ المهام الأمنية لا تشوبه شائبة، وبالتالي يقل الاعتماد عليها. هذه الأنظمة موجودة في استخدامها على خوادم الشبكة العنكبوتية، والحراس، وخوادم قاعدة البيانات، ومضيفي الإدارة ولا تستخدم فقط لحماية البيانات المخزنة على هذه الأنظمة ولكن أيضا لتوفير مستوى عال من الحماية لشبكة الاتصالات وخدمات التوجيه.

## الترميز الآمن
إذا كانت بيئة العمل لا تستند إلى نظام تشغيل آمن قادر على الحفاظ على مجال لتنفيذه الخاص، وقادر على حماية رموز التطبيقات من التخريب الخبيث، وقادر على حماية النظام من الرموز المدمرة، فإن الدرجات العالية من الأمن غير ممكنة لأسباب مفهومة. في حين أن مثل هذه الأنظمة التشغيلية الآمنة ممكنة وتم تنفيذها، فمعظم النظم التجارية تقع في فئة «الأمن المنخفض» لأنها تعتمد على ميزات غير معتمدة من قبل أنظمة التشغيل الآمنة (مثل النقل، إلخ). في بيئات التشغيل المنخفضة الأمن، يجب أن يعتمد على التطبيقات للمشاركة في حماية أنفسها. هناك ممارسات ترميز آمنة ذات 'جهدأفضل ' يمكن اتباعها لجعل التطبيق أكثر مقاومة للتخريب الخبيث.
في البيئات التجارية، فإن الغالبية من خروقات تخريب البرمجيات تنتج من أنواع قليلة معروفة من عيوب الترميز. عيوب عامة للبرامج تشمل الهشاشة، فيض الدارئ، وخروقات سلسلة البناء، تجاوز العدد الصحيح، وبرمجة بالحقن.
بعض اللغات الشائعة مثل C و C ++ عرضة لجميع هذه العيوب (انظر سيكورد «الترقيم المؤمن في C و C++») لغات أخرى، مثل جافا، أكثر مقاومة لبعض هذه العيوب، ولكنها لا تزال عرضة لأوامر رمز / حقن وغيرها من عيوب البرمجيات التي تسهل التخريب.
في الآونة الأخيرة فإن ممارسة ترميز سيئة آخرى قد خضعت للتمحيص؛ المؤشرات المعلقة. الاستغلال المعروف الأول لهذه المشكلة بالذات قدم في تموز / يوليو 2007. قبل نشر هذه المشكلة فإنها كانت معروفة لكنها اعتبرت أنها أكاديمية، ولا يمكن استغلالها عمليا.
باختصار، يمكن ل'الترميز الآمن' أن يوفر ثمنا كبيرا في بيئات التشغيل المنخفضة الأمن، وبالتالي يستحق كل هذا الجهد. لا تزال لا توجد طريقة معروفة لتوفير درجة موثوقة من مقاومة التخريب بأي درجة أو مزيج من 'الترميز الآمن'.

## القدرات مقابل ACLs
ضمن أنظمة الحاسوب، فهناك نموذجي أمن قادرين على فرض انفصال للامتياز وهما قوائم التحكم بالوصول (ACLs) والقدرات. دلالات ACLs أُثبت انعدام أمنها في كثير من الحالات (على سبيل المثال، مشكلة خلط التفويض). وقد تبين أيضا أن ما وعد ال ACL's به بإعطاء الوصول إلى الكائن لشخص واحد فقط لا يمكن ضمانه أبدا في الممارسة العملية. كل من هذه المشاكل يتم حلها من خلال القدرات. هذا لا يعني وجود عيوب عملية بجميع النظم القائمة على ACL، ولكن فقط ان المصممين لمرافق معينة يجب أن يتحملوا المسؤولية لضمان أن لا يعرضوا عيوبا.
القدرات تقتصر في الغالب على نظم التشغيل المخصصة للبحوث أما نظم التشغيل التجارية لا تزال تستخدم ACLs. يمكن للقدرات، على الرغم من ذلك أن تنفذ على مستوى اللغة، مما يؤدى إلى أسلوب برمجة في جوهره صقل لتصميم معياري لتوجه-كائن. المشروع مفتوح المصدر في المنطقة هو لغة E.
أولا نظام بليسسي 250 ثم حاسوب كامبردج كاب برهنا على استخدام القدرات، سواء في الأجهزة أوالبرمجيات، في السبعينات من القرن العشرين. أحد الأسباب لعدم تبني القدرات أن ACLs ربما يبدو أنها قدمت حل سريع 'للأمن من دون إعادة تصميم متفشي لنظام التشغيل والأجهزة.
أجهزة الحاسوب الأكثر أمانا هي تلك التي لا علاقة لها بشبكة الإنترنت، وبمنأى عن أي تدخل. في العالم الحقيقي، فمعظم الأمن يأتي من نظام التشغيل حيث الأمن لا يشكل إضافة نوعية، مثل OS/400 من آي بي إم.و هذا تقريبا لم يظهر في قوائم نقاط الضعف لسبب وجيه. قد تمر سنوات بين المشكلة الواحدة التي تحتاج إلى علاج والمشكلة التالية.
راجع مقالة أنظمة التشغيل الآمنة.

## التطبيقات
أمن الحاسوب أمر حاسم في ما يقرب أي صناعة تعتمد على التكنولوجيا التي تعمل على أنظمة الحاسوب.يمكن أيضا أن يشار إلى أمن الحاسوب بسلامة الحاسوب. قضايا النظم المعتمدة على الحاسوب ومعالجة أوجه الضعف التي لا تعد ولا تحصى هي جزء لا يتجزأ من الحفاظ على الصناعة التنفيذية.

## في مجال الطيران
لصناعة الطيران أهمية خاصة عند تحليل أمن الحاسوب بسبب المخاطر التي تنطوي عليها الحياة البشرية وتشمل، المعدات غالية الثمن، والبضائع، والبنية التحتية للنقل. يمكن أن يتعرض الأمن للخطر بسبب سوء تصرف الأجهزة والبرمجيات، والخطأ البشري، وبيئات التشغيل الخاطئ. والتهديدات التي تستغل الثغرات الحاسوبية يمكن أن تنبع من التخريب والتجسس، والمنافسة الصناعية، والهجوم الإرهابي، والعطل الميكانيكي، والخطأ البشري.
الآثار المترتبة على سوء الاستخدام الناجح المتعمد أو غير المتعمد لنظام الحاسوب في صناعة الطيران يمتد من فقدان السرية لفقدان سلامة النظام، مما قد يؤدي إلى مزيد من المخاوف الخطيرة مثل سرقة أو ضياع البيانات، وانقطاع مراقبة الشبكة والحركة الجوية، والذي بدوره يمكن أن يؤدي إلى إغلاق المطار، وفقدان الطائرة والخسائر في أرواح الركاب. ونظم التحكم في الذخائر العسكرية يمكن أن تشكل مخاطر أكبر.
والهجوم السليم لا يحتاج إلى أن يكون عالي جدا تكنولوجيا أو ممولا تمويلا جيدا ؛ فانقطاع التيار الكهربائي في المطار وحده يمكن أن يسبب مضاعفات في جميع أنحاء العالم. واحدة من أسهل السبل، ويمكن القول، الأكثر صعوبة في تتبع الثغرات الأمنية يمكن تحقيقها من خلال إرسال الرسائل غير المصرح بها عبر ترددات راديو محددة. هذا الإرسال قد يحاكي محاكاة ساخرة مراقبي الحركة الجوية، أو ببساطة يعطل الاتصالات كليا. هذه الحوادث شائعة جدا، بعد أن غيرت من دوران طيران الطائرات التجارية وسببت حالة من الذعر والارتباك في الماضي. السيطرة على الطائرات فوق المحيطات خطير للغاية لأن المراقبة بالرادار فقط تمتد من 175 حتى 225 ميلا بحريا من الشاطئ. فبالتالي خارج مجال الرادار فالتحكم يجب أن يعتمد على الاتصالات اللاسلكية الدورية مع طرف ثالث.
البرق، وتذبذب التيار الكهربائي، والأعاصير، والبني التدريجي، والصمامات المنفجرة، وغيرها من مختلف انقطاعات التيار الكهربائي التي تعطل على الفور جميع أنظمة الحاسوب، نظرا لأنها تعتمد على مصدر كهربائي. أخطاء عرضية وعمدية أخرى تسببت في اضطراب كبير لنظم السلامة الحيوية طوال العقود القليلة الماضية، والاعتماد على اتصالات موثوقة وتوليد الطاقة الكهربائية يعرض سلامة الحاسوب للخطر فقط.

## أبرز حوادث النظام
في عام 1994، حدثت أكثر من مائة عملية اقتحام من قبل قراصنة مجهولين في مختبر روما، ومركز الأمر الرئيسي في سلاح الجو الأميركي وفي مركز الأبحاث. باستخدام فيروسات حصان طروادة، تمكن المتسللون من الحصول على وصول غير مقيد إلى أنظمة شبكات روما وإزالة آثار أنشطتهم. كان المتسللون قادرين على الحصول على ملفات سرية، مثل بيانات نظم تسلسل المهام الجوية وعلاوة على ذلك، قادرين على اختراق الشبكات المتصلة للملاحة الجوية الوطنية وإدارة مركز غودارد للطيران الفضائي، وقاعدة رايت باترسون للقوات الجوية، وبعض مقاولي وزارة الدفاع، وغيرها من القطاعات الخاصة من خلال التنكر كمستخدم موثوق في مركز روما.
الآن، تستخدم تقنية تسمى اختبار الاختراق الأخلاقي لإصلاح هذه القضايا.
التداخل الكهرومغناطيسي هو تهديد آخر لسلامة الحاسوب وفي عام 1989، أسقطت طائرة تابعة للولايات المتحدة للقوات الجوية طراز اف 16 سهوا قنبلة تبلغ 230 كيلوغراما في غرب جورجيا بعد تدخل غير محدد تسبب في إطلاق أجهزة الحاسوب في الطائرة لها.
وهناك حادثة اتصالات سلكية ولاسلكية مماثلة كما حدث في عام 1994، عندما دمرت اثنتان من طائرات يو اتش 60 بلاك هوك من قبل طائرات اف 15 في العراق لأن نظام الآي ف ف لنظام التشفير أصيب بعطب.

## المصطلحات
المصطلحات التالية مستخدمة في هندسة نظم آمنة وهي موضحة أدناه.
يمكن أن تستخدم تقنيات المصادقة لضمان التحقق أن نقاط اتصالات هم من يقولون انهم هم.
إثبات النظرية الآلية وأدوات التحقق الأخرى يمكنها تمكين الخوارزميات الحرجة والرموز المستخدمة في النظم الآمنة أن تثبت رياضيا لتلبية المواصفات.
يمكن استخدام تقنيات القدرة وقوائم السيطرة على الدخول لضمان انفصال الامتياز وإلزامية مراقبة الدخول. والمقاطع التالية تناقش استخداماتها.
يمكن استخدام تقنيات سلاسل الثقة لمحاولة ضمان أن تكون جميع البرامج المحملة قد تم المصادقة على أصالتها من قبل المصممين.
يمكن استخدام تقنيات التشفير للدفاع عن البيانات العابرة بين النظم، والحد من احتمال أن تكون البيانات المتبادلة بين النظم يتم اعتراضها أو تعديلها.
جدران الحماية يمكنها أن توفر بعض الحماية من التطفل القادم من الإنترنت.
ويمكن استخدام التحكم الإلزامي في الوصول لضمان سحب الوصول المميز عندما يتم إبطال الامتيازات. على سبيل المثال، حذف حساب المستخدم يجب أيضا أن يوقف أي العمليات التي تجري مع امتيازات المستخدم.
يمكن استخدام معالجات التشفير الآمنة للاستفادة من التقنيات الأمنية المادية في حماية أمن نظام الحاسوب.
يمكن الاعتماد على القنوات الصغيرة في مواجهة الأخطاء : وعلى سبيل المثال EROS و Coyotos.
برمجيات أمن نقاط النهاية يساعد الشبكات في منع سرقة البيانات والعدوى بالفيروس من خلال أدوات التخزين النقالة، مثل أقراص اليو أس بي.
بعض البنود التالية قد تنتمي إلى مقالة انعدام أمن الحاسوب :
إذن الوصول يقيّد الوصول إلى جهاز حاسوب لمجموعة من المستخدمين من خلال استخدام نظم التوثيق. هذه النظم يمكنها أن تحمي إما الحاسوب بأكمله—مثل شاشة تفاعلية لتسجيل الدخول—أو الخدمات الفردية، مثل خادم بروتوكول نقل الملفات. هناك أساليب كثيرة لتحديد وتوثيق المستخدمين، مثل كلمة السر وبطاقة الهوية، ومؤخرا، البطاقة الذكية ونظم التحقق من الهوية.
البرمجيات المضادة للفيروسات تتكون من برامج الحاسوب التي تحاول تحديد وإحباط، والقضاء على فيروسات الحاسوب وغيرها من البرامج الضارة.
ينبغي عدم تشغيل التطبيقات ذات العيوب الأمنية المعروفة. إما اتركها مطفأة حتى يمكن أن تصحح أو ترقع، أو احذفها واستبدلها ببعض التطبيقات الأخرى. العيوب المعروفة علنا هي الدخول الرئيسي الذي تستخدمها الديدانلاقتحام النظام تلقائيا، والانتشار بعد ذلك إلى النظم الأخرى المرتبطة بها. موقع الأمن Secunia يوفر أداة للبحث عن عيوب غير مثبتة في المنتجات الشعبية.
النسخ الاحتياطية تعتبر هي وسيلة لتأمين المعلومات، بل هي نسخة أخرى من كل الملفات المهمة على الحاسوب تبقى في مكان آخر. هذه الملفات تحفظ على الأقراص الصلبة، والأقراص القابلة للقراءة فقط، والأقراص القابلة للقراءة والكتابة، والأشرطة. مواقع مقترحة لتخزين النسخ الاحتياطية هي الخزنات المضادة للحريق، والماء، والحرارة، أو في ملف منفصل، بعيدا عن الموقع، من ذلك الذي يحتوي الملفات الاصلية. بعض الأفراد والشركات أيضا يبقون النسخ الاحتياطية في صناديق ودائع آمنة داخل قبو المصرف. وهناك أيضا خيار رابع، والذي ينطوي على استخدام واحد من الملفات المجانية التي تدعم الملفات عبر الإنترنت لقطاع الأعمال والأفراد على حد سواء.
النسخ الاحتياطية مهمة أيضا لأسباب أخرى غير الأمن. فالكوارث الطبيعية، مثل الزلازل والأعاصير، أو الزوابع، قد تضرب المبنى حيث يوجد الحاسوب. ويمكن أن يحترق البناء، أو قد يحدث انفجار. فيجب أن يكون هناك نسخة احتياطية حديثة في مكان آمن بديل، في حالة حدث من هذا النوع من الكوارث. كذلك، فمن المستحسن أن يوضع في موقع بديل بحيث لن تؤثر نفس الكارثة على كلا الموقعين. أمثلة على مواقع بديلة للتعافي من الكوارث والتي تعرضت للخطر من جراء الكارثة نفسها التي أثرت على الموقع الأساسي تشمل ان كان الموقع الأساسي في مركز التجارة العالمي الأول واسترداد الموقع في 7 مركز التجارة العالمي، وكلاهما قد دمر في هجوم 9 / 11، ووضع كلا الموقع الرئيسي وموقع الإنعاش في المنطقة الساحلية نفسها، الأمر الذي يؤدي إلى تعرضهما للضعف من الاضرار التي تلحقها الاعاصير (على سبيل المثال الموقع الأساسي في نيو أورليانز واسترداد الموقع في جيفرسون باريش، وكلاهما تم ضربها من اعصار كاترينا في عام 2005). وسائط النسخ الاحتياطي ينبغي أن تنقل بين المواقع الجغرافية بطريقة آمنة، وذلك لمنعهم من السرقة.
يستخدم التشفير لحماية الرسالة من عيون الآخرين. ويمكن القيام به في عدة طرق عن طريق تحويل الحروف حول بعضها، واستبدال الحروف مع بعضها، وحتى إلغاء بعض الحروف من الرسالة. هذه يجب أن تستخدم في تركيبة لجعل التشفير آمن بما فيه الكفاية، وهذا يعني، من الصعب بما فيه الكفاية للتصدع والتكسر. تشفير المفتاح العام هو سبيل مصقول وعملي للقيام بالتشفير. أنها تسمح لأي شخص مثلا بكتابة رسالة للحصول على قائمة المستفيدين، وفقط أولئك المستفيدون سوف يكونون قادرين على قراءة تلك الرسالة.
الجدران النارية هي النظم التي تساعد على حماية أجهزة الحاسوب وشبكات الحاسوب من الهجوم والاقتحام المتتابع عن طريق تقييد حركة مرور الشبكة التي يمكن أن تمر من خلالها، استنادا إلى مجموعة قواعد محددة من المسؤول عن النظام.
أواني العسل عبارة عن أجهزة حاسوب تركت عرضة للهجوم إما عن قصد أو عن غير قصد من قبل المتسللين. ويمكن أن تستخدم لصيد المتسللين أو تحديد نقاط الضعف.
نظم كشف التسلل يمكنها تفحص الشبكة للناس الموجودين على الشبكة ولكن الذين لا ينبغي لهم أن يكونوا هناك أو يفعلون أشياء لا ينبغي لهم أن يفعلوها، على سبيل المثال محاولة الكثير من كلمات السر للوصول إلى الشبكة.
ويتم استخدام تطبيق أزيز الأزة من قبل المخترقين المحتملين لإيجاد ما إذا كان عنوان بروتوكول الإنترنت قابلا للوصول. إذا وجد المخترق حاسوبا فإنه يحاول الفحص للكشف عن منفذ لإيجاد والهجوم على الخدمات على هذا الحاسوب.
الوعي الهندسي الاجتماعي يبقي الموظفين على بينة من مخاطر الهندسة الاجتماعية و/ أو الأماكن التي لديها سياسة لمنع الهندسة الاجتماعية يمكن أن تقلل من الانتهاكات الناجحة للشبكة والخوادم.
مراصد ملف النزاهة هي الأدوات المستخدمة للكشف عن التغيرات في نزاهة النظم والملفات.